# Пейдж, Джек
Джон Фе́ргюсон Пейдж (англ. John Ferguson Page), выступавший под именем Джек Пейдж (англ. Jack Page; 1900 — 14 февраля 1947 г.) — британский фигурист, выступавший в одиночном катании.
Спортсмен одиннадцать раз был чемпионом Великобритании, представлял страну на зимних Олимпийских играх 1924 и 1928 годов. На первой Олимпиаде Пейдж стал пятым в одиночном катании и выступил в паре с Этель Макелт в парном катании, где они заняли четвёртое место. Четыре года спустя фигурист стал на Олимпийских играх девятым, а в парном разряде с Макелт — седьмым.
Он умер в Манчестере в 1947 году.

## Спортивные достижения

### Мужчины
| Соревнования/Сезоны       | 1922 | 1923 | 1924 | 1925 | 1926 | 1927 | 1928 | 1929 | 1930 | 1931 | 1932 | 1933 |
| ------------------------- | ---- | ---- | ---- | ---- | ---- | ---- | ---- | ---- | ---- | ---- | ---- | ---- |
| Зимние Олимпиады          |      |      | 5    |      |      |      | 9    |      |      |      |      |      |
| Чемпионаты мира           |      |      | 4    |      | 3    | 5    | 4    | 4    |      |      |      |      |
| Чемпионаты Европы         |      |      | 5    |      | 4    |      |      |      |      |      |      |      |
| Чемпионаты Великобритании | 1    | 1    | 1    | 1    | 1    | 1    | 1    | 1    | 1    | 1    |      | 1    |

### Пары
(с Этель Макелт)
| Соревнования/Сезоны | 1924 | 1926 | 1928 |
| ------------------- | ---- | ---- | ---- |
| Зимние Олимпиады    | 4    |      | 7    |
| Чемпионаты мира     | 2    | 6    | 4    |